# Zuco 103

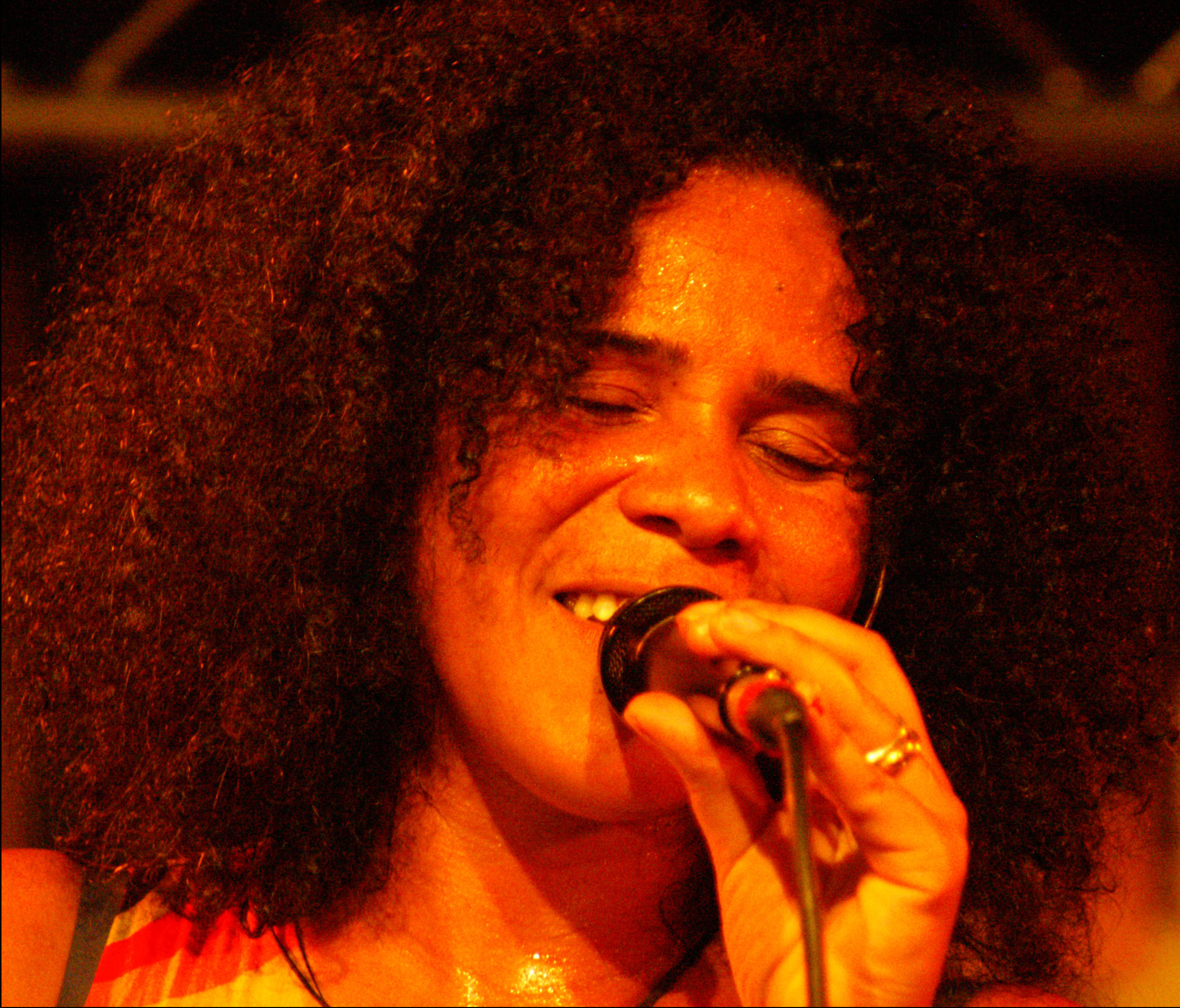
Zuco 103 live at the New Morning (Paris, France).

Zuco 103 ist eine niederländische Band, die 1999 in Amsterdam gegründet wurde.
Diese Band besteht aus dem niederländischen Schlagzeuger Stefan Kruger, dem deutschen Pianisten Stefan Schmid und der brasilianisch-niederländischen Sängerin Lilian Vieira.
Die Band mischt brasilianische Klänge mit europäischer Elektropop-Musik. Sie prägte den Begriff des Brazilectro. Die meisten Texte sind in portugiesischer Sprache, einige in Englisch.
Bei Live-Auftritten bedient sich die Band zusätzlicher Musiker, gelegentlich auch eines Disc Jockeys.

## Besetzung
- Lilian Vieira: Gesang
- Stefan Kruger: Schlagzeug, Programming
- Stefan Schmid: Keyboard, Programming
- Lesley Kühr: Bass, Synthbass
- Claus Tofft: Percussion
- Alvin Lewis: Gitarre

## Diskografie

### Alben
| Jahr | Titel               | Höchstplatzierung, Gesamtwochen, AuszeichnungChartsChartplatzierungen (Jahr, Titel, Platzierungen, Wochen, Auszeichnungen, Anmerkungen) | Anmerkungen |
| Jahr | Titel               | NL | Anmerkungen |
| ---- | ------------------- | --- | ----------- |
| 2002 | Tales of High Fever | NL27 (17 Wo.)NL |             |
| 2003 | One Down, One Up    | NL100 (1 Wo.)NL | Doppelalbum |
| 2005 | Whaa!               | NL30 (16 Wo.)NL |             |
| 2005 | After The Carnaval  | NL41 (10 Wo.)NL |             |

Weitere Alben
- 1999: Outro Lado
- 2001: The Other Side of Outro Lado (Remix-Album)

### Singles
- 2005: It’s a Woman’s World
- 2005: Na Mangueira